# (37642) 1994 AA6
1994 AA6 (asteroide 37642) é um asteroide da cintura principal. Possui uma excentricidade de 0.17559440 e uma inclinação de 0.89915º.
Este asteroide foi descoberto no dia 6 de janeiro de 1994 por Spacewatch em Kitt Peak.